# CCM (hockey)
Pour les articles homonymes, voir CCM.
CCM, qui signifiait autrefois Canada Cycle & Motor Co, est un équipementier de sport. La marque CCM était à l'origine composée de deux secteurs, la fabrication de matériel de hockey et CCM cycle qui fabrique des vélos.

## Histoire
Dans un premier temps, CCM est un fabricant de cycles et d'équipements automobile. En 1905, avec la saturation dans le marché de la bicyclette, CCM a commencé à produire des patins de hockey en utilisant les restes de la ferraille de l'usine de vélos et d'automobiles.
CCM fait faillite en 1983. Bien que la section cycle disparait, celle du hockey sur glace prend son indépendance et garde le logo et nom CCM.
En 2004, au même titre que Jofa et Koho, CCM se fait racheter par Reebok, Reebok devenant au passage l'un des géants de l'industrie du hockey et concurrent principal de Bauer. Reebok devient également le fournisseur officiel des uniformes pour les équipes de la Ligue nationale de hockey. Malgré ce rachat par Reebok, CCM sponsorise des joueurs avec son nom et logo propre.
De 2005 à 2017, la marque faisait partie du groupe allemand Adidas car elle était comprise dans le rachat de Reebok.
En 2017, le groupe Adidas revend la division CCM à un groupe d'investisseurs canadien Birch Hill. La transaction est évaluée à 100 millions de dollars américains. Le siège social est situé à Montréal et compte 580 employés au total dont la moitié à Montréal.
CCM est la principale compagnie de la Ligue canadienne de hockey
qui comporte trois ligues : LHJMQ , OHL et WHL.
Pendant la pandémie de Covid-19 au Canada, l’usine d’équipement de hockey d’élite de CCM à Saint-Jean-sur-Richelieu a commencé à développer un prototype de masque 10 fois plus performant que les N95.

### Joueurs sponsorisés
Voici une liste de certains joueurs utilisant un équipement CCM dans la Ligue nationale de hockey.

#### Patineurs
- Brent Burns
- Nazem Kadri
- Auston Matthews
- John Tavares
- Joe Thornton
- Connor McDavid
- Sidney Crosby
- Nathan MacKinnon
- Mikko Rantanen
- Jason Robertson
- Bobby Ryan
- David Perron
- Aleksandr Ovetchkine
- Jonathan Huberdeau
- Artemi Panarine
- Vladimir Tarasenko
- Nick Paul
- Nico Hischier
- Mathew Barzal
- Thomas Chabot
- Evan Bouchard
- Seth Jones
- Roman Josi
- P.K. Subban
- Morgan Rielly
- Matt Dumba
- Kaiden Guhle
- Maxime Comtois
- Logan Cooley
- Matthew Knies
- Paul Cotter
- Miro Heiskanen
- Filip Forsberg
- Tomas Hertl
- Tage Thompson
- Alex Tuch
- Brandon Hagel
- J.T. Miller
- Brock Boeser
- Joel Eriksson Ek
- Ryan Nugent-Hopkins
- Andrew Shaw
- Jeff Petry
- Sam Reinhart
- Charlie McAvoy
- Patrice Bergeron
- Robert Thomas
- Alexandre Carrier
- Jared McCann
- Josh Anderson
- Macklin Celebrini
- Neal Pionk
- Zachary Bolduc

#### Gardiens
- Jonathan Bernier
- Braden Holtby
- Stuart Skinner
- Sergei Bobrovsky
- Marc-André Fleury
- Carey Price
- Connor Hellebuyck
- Jacob Markstrom
- Thatcher Demko
- Roberto Luongo
- Dustin Wolf